# Fabrizio Lori
Fabrizio Lori (Mantova, 18 novembre 1968) è un imprenditore e dirigente sportivo italiano.

## Biografia
Nato a Mantova il 18 novembre 1968 da padre toscano e madre mantovana, è noto per l'attività imprenditoriale nel settore dei materiali plastici e per i propri investimenti nel calcio.

## Attività imprenditoriale
Nel 1993, a seguito dell'improvvisa morte del padre, Fabrizio Lori prende il controllo dell'azienda di famiglia, la Nuova Pansac, realtà medio-piccola nel ramo dei materiali plastici. Dopo anni di studi e ricerche brevetta un prodotto in grado di rendere traspirante la plastica, che gli permette di ampliare l'attività a livello internazionale: nel 2003 apre uno stabilimento a Mira in cui lavorano circa 500 dipendenti ed entro il 2005 la Nuova Pansac vanta un fatturato di quasi 400 milioni di euro e oltre 1.000 dipendenti dislocati in 5 stabilimenti tra Veneto e Lombardia.
Nel 2008 la società entra in crisi: due anni dopo Lori è estromesso dal CDA e nel 2011 sopraggiunge il commissariamento, che comporta la messa in cassa integrazione di oltre settecento dipendenti. Il 2 ottobre 2012 l'ex patron viene arrestato con l'accusa di bancarotta fraudolenta in relazione a un buco di bilancio di circa 40 milioni di euro. Il 23 ottobre 2012 viene scarcerato e posto agli arresti domiciliari nel suo appartamento di Mantova.

## Impegno nel calcio
Il 19 giugno 2004 Lori rileva l'Associazione Calcio Mantova, neopromossa in Serie C1, con l'obiettivo di portarla in Serie B nel giro di due anni. L'obiettivo gli riesce già al primo anno, grazie anche all'ingaggio di giocatori del calibro di Paolo Poggi e Dario Hübner. Nel 2006 il Mantova sfiora la Serie A, persa solo ai play-off contro il Torino, mentre nel 2007 riesce a battere la Juventus, il Napoli e il Genoa, guadagnandosi l'appellativo di "ammazza grandi". 
Il primo lustro della gestione Lori si connota anche per la stabilità economica, col presidente che si guadagna altresì vaste simpatie per il proprio aspetto istrionico e per il "calore" con cui partecipa alle vicissitudini dei biancorossi, seguendo non di rado le partite dalla panchina.
In contemporanea con la crisi della Nuova Pansac, complici anche gli errori di alcuni dirigenti sugli acquisti, il Mantova finisce però per ritrovarsi oberato da un monte ingaggi altissimo, che sommato a una crisi di rendimento sul campo conduce il club al fallimento nel giugno 2010.
Il 20 febbraio 2016 Lori viene richiamato a collaborare nella società (frattanto rifondata) come consigliere esterno del presidente.